# Olivier Brocheriou
Olivier Brocheriou est un comédien français.

## Biographie
Olivier Brocheriou est principalement connu pour son rôle dans le film Quatre garçons pleins d'avenir. 

### Cinéma
- 1992 : Le Zèbre
- 1995 : Une histoire d'amour à la con
- 1997 : Quatre Garçons pleins d'avenir
- 1998 : Les Collègues
- 1999 : Rembrandt
- 2001 : HS Hors Service
- 2004 : Trois pères à la maison
- 2004 : Avant qu'il ne soit trop tard
- 2004 : Les Rivières pourpres 2 : les Anges de l'Apocalypse
- 2005 : Edy
- 2007 : Ma vie n'est pas une comédie romantique
- 2009 : La Journée de la jupe

### Télévision
- 1992 : Premiers baisers
- 1995 : Ca me dit... et vous ?
- 1998 : Belle Grand-mère de Marion Sarraut
- 2002 : On n'a plus de sushis à se faire de Philippe Venault
- 2002 : Qui mange quoi de Jean-Paul Lilienfeld
- 2003 : Le dirlo de Patrick Volson avec Jean-Marie Bigard
- 2005 : Comme sur des roulettes de Jean-Paul Lilienfeld
- 2005 : Disparition de Laurent Carcélès
- 2006 : Marie Besnard de Chritian Faure